# Hugh Edwin Munroe

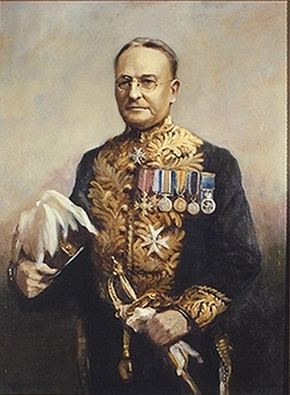
Hugh Edwin Munroe

Hugh Edwin Munroe (* 31. Mai 1878 in Glengarry County, Ontario; † 12. März 1947 in Florida) war ein kanadischer Politiker. Von 1931 bis 1936 war er Vizegouverneur der Provinz Saskatchewan.

## Biografie
Munroe studierte Medizin an der McGill University in Montreal. An der University of Edinburgh betrieb er postgraduale Studien. Später zog er nach Saskatchewan und ließ sich in der Stadt Saskatoon nieder, wo er eine Arztpraxis eröffnete. 1905 beteiligte er sich als Kandidat der konservativen Provincial Rights Party an den ersten Wahlen zur Legislativversammlung von Saskatchewan, wurde aber nicht gewählt. Ebenso erfolglos war er bei seinem zweiten Versuch im Jahr 1912, diesmal für die Conservative Party of Saskatchewan.
Während des Ersten Weltkriegs diente Munroe als Oberstleutnant des Sanitätskorps an der Westfront und erhielt für seine Verdienste den Order of the British Empire verliehen. Nach dem Krieg nahm er seine ärztliche Tätigkeit in Saskatoon wieder auf. Generalgouverneur Lord Bessborough vereidigte Munroe am 31. März 1931 als Vizegouverneur von Saskatchewan. Die Ernennung stieß in einigen politischen Kreisen angesichts der weitreichenden Auswirkungen der Weltwirtschaftskrise auf Kritik. In der Legislativversammlung wurde 1934 ein Gesetzesvorschlag eingebracht, mit dem das Amt des Vizegouverneurs abgeschafft werden sollte, jedoch deutlich abgelehnt. Munroe blieb bis zum 9. September 1936 im Amt.